# Birmingham Boys
Birmingham Boys var en ökänd kriminell organisation som var aktiv i Birmingham i England under 1910- och 1920-talet. Gänget bestod huvudsakligen av invandrare från Irland och Italien och var kända för att begå en mängd brott, inklusive rån, utpressning, smuggling och mord.
Till en början var Birmingham Boys en grupp unga män som träffades i kvarteren runt Digbeth i Birmingham. De började med mindre brott och växte sedan till en större organisation som behärskade en del av stadens undre värld. Under första världskriget utökade gänget sin verksamhet och var bland annat inblandade i smuggling av sprit och cigaretter.
Efter kriget fortsatte gänget att expandera och tog kontroll över andra delar av staden. De blev kända för att vara särskilt våldsamma och använde hot, våld och mord för att få igenom sina krav. Birmingham Boys hade även en rivalitet med ett annat ökänt gäng, Sabini-gänget från London.
Birmingham Boys hade en stark hierarki med ett fåtal ledare som styrde de lägre graderna. Organisationen var också mycket disciplinerad och medlemmar som inte följde reglerna straffades hårt. Gänget hade en stark lojalitetskultur och medlemmar var villiga att offra sig själva för gängets överlevnad.
På 1930-talet började polisen ta krafttag mot Birmingham Boys och flera av dess ledare fängslades. Efter detta började organisationen att falla sönder och upplöstes helt under andra världskriget.
Birmingham Boys är fortfarande en av de mest ökända kriminella organisationerna i Englands historia. Deras verksamhet och rivalitet med Sabini-gänget har inspirerat böcker, filmer och TV-serier.